# Uragano Bret (1999)

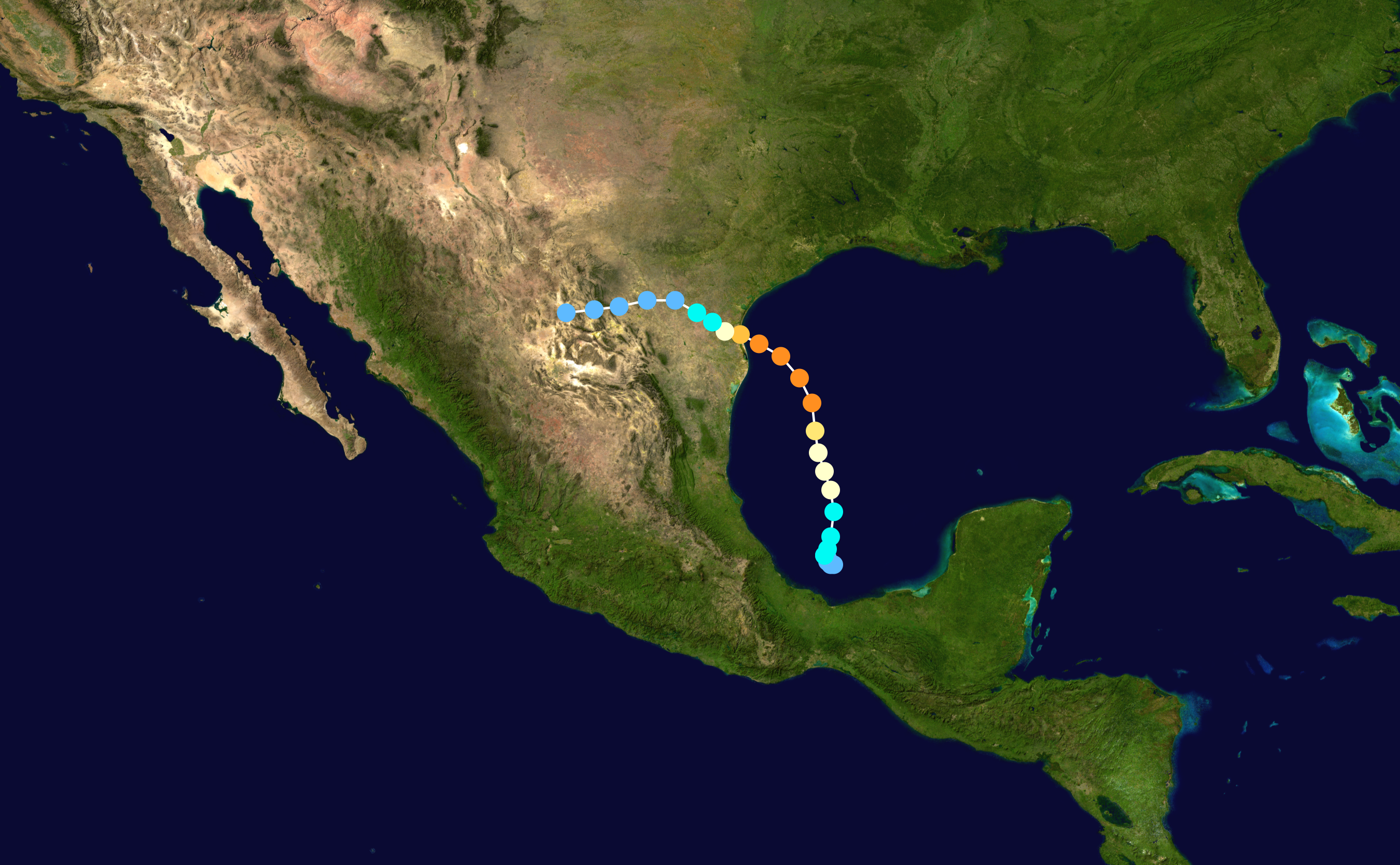
Il tragitto dell'uragano

L'uragano Bret è stato il primo di cinque uragani di Categoria 4 che si sono sviluppati durante la stagione degli uragani dell'Atlantico del 1999 e il primo ciclone tropicale a raggiungere il Texas a con intensità uragano dai tempi dell'uragano Jerry nel 1989.
Formatosi da un'onda tropicale il 18 agosto, Bret si organizzò lentamente a partire da deboli correnti circolari nella baia di Campeche. Il 20 agosto la tempesta cominciò a dirigersi verso nord e subì una rapida intensificazione il 21 agosto. Dopo questo periodo di rafforzamento, Bret raggiunse la sua massima intensità con venti fino a 145 miglia all'ora (233 km/h) e una pressione barometrica di 944 mbar (hPa: 27,9 in Hg). Più tardi quel giorno, la tempesta si indebolì fino a diventare un uragano di Categoria 3 e raggiunse l'isola del Padre, in Texas. Poco dopo, la tempesta si indebolì ulteriormente, diventando una depressione tropicale 24 ore dopo l'ingresso nell'entroterra. I resti della tempesta si dispersero il 26 agosto sul Messico settentrionale.
Lungo la costa del Texas, Bret ha minacciato diverse città, provocando l'evacuazione di 180.000 residenti. Numerosi rifugi furono aperti in tutta la regione e le prigioni furono evacuate. Diversi giorni prima dell'arrivo della tempesta, la NHC emise un'allerta uragano e in seguito allarmi per le aree vicino al confine tra il Texas e il Messico. Diverse strade principali che conducono alle città insulari furono chiuse per impedire ai residenti di attraversare i ponti durante l'uragano. Nel vicino Messico, circa 7000 persone lasciarono le aree costiere prima della tempesta. I funzionari installarono anche centinaia di rifugi nelle regioni settentrionali del paese in caso di grandi inondazioni.
Bret raggiunse la terraferma in una regione scarsamente popolata, causando un danno relativamente piccolo in confronto alla sua intensità. Tuttavia, sette persone sono rimaste uccise in relazione alla tempesta, quattro in Texas e tre in Messico. La maggior parte delle morti furono dovute a incidenti automobilistici causati dalle strade scivolose. Dopo aver raggiunto la terraferma, l'uragano raggiunse l''intensità massima di 2,7 m all'Isola di Matagorda, in Texas. Le forti piogge prodotte da Bret raggiunsero il picco di 335 mm in Texas e furono stimate a oltre 360 mm in Messico. Numerose case nelle regioni colpite furono danneggiate o distrutte, lasciando circa 150 persone senza casa. In totale, la tempesta causò danni per 15 milioni di dollari (1999 USD).